# Estación IGSS Zona 9
La Estación IGSS Zona 9, es una estación del servicio de Transmetro que opera en la Ciudad de Guatemala.
Está ubicada sobre la 7 Avenida de la Zona 9 de la Ciudad de Guatemala, a varios metros del IGSS Zona 9, cerca de las oficinas centrales del Banrural.
- Datos: Q115798726